# 西佛六重星系
西佛六重星系是個距離1.9億光年遠的星系集團 ，位置在巨蛇座的頭部。這個集團看起來有六個星系，但是其中一個是背景的星系，而另一個"星系"實際上只是其中一個星系分離了的一部分。引力的相互作用在這些星系之間應該已經進行了數億年的時間。最後，這些星系將合併成為一個橢圓星系。

## 發現
這個星系集團是卡爾·基南·西佛使用范德堡大學巴納德天文台的攝影乾片發現的。當這個結果在1951年首度發表時，這個集團是當時被辨認出的最緊密集團。

## 成員
| 名稱      | 類型         | 與太陽的距離 （百萬光年） | 視星等 |
| --------- | ------------ | ------------------------- | ------ |
| NGC 6027  | S0 pec.      | ~190                      | +14.7  |
| NGC 6027a | S0 pec.      | ~190                      | +15.4  |
| NGC 6027b | SAa pec.     | ~190                      | +15.4  |
| NGC 6027c | SB(S)c       | ~190                      | +16    |
| NGC 6027d | SB(S)bc pec. | ~877                      | +15.6  |
| NGC 6027e | SB0 pec.     | ~190                      | +16.5  |

## 外部連結
- ASAHI Net Free Address Service: Seyfert's Sextet (Galaxy Group in Serpens) （页面存档备份，存于）
- NASA Astronomy Picture of the Day: Seyfert's Sextet (24 January 2003)
- SEDS: Seyfert's Sextet (HCG 79)
- WikiSky上关于西佛六重星系的内容：DSS2, SDSS, GALEX, IRAS, 氢α, X射线, 天文照片, 天图, 文章和图片